# シュレーゲムジーク

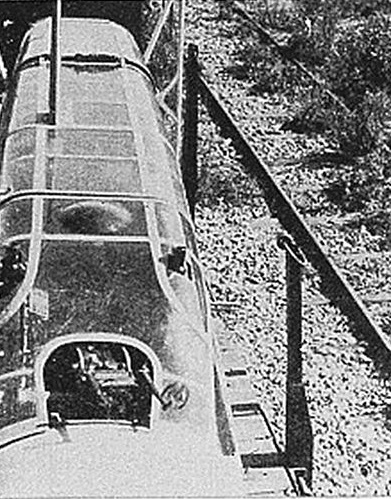
Bf 110の後部キャノピー左右から突き出す20mm MG FF 機関砲の砲口

シュレーゲ・ムジーク（独: Schräge Musik、直訳：「斜めの音楽」比喩：「変な音楽」＝退廃音楽とされたジャズを揶揄したナチスのプロパガンダによる形容）とは、第二次世界大戦中のドイツ空軍において、夜間戦闘機の機体背面上向きに取り付けられた航空機関砲のこと。初期のイギリス空軍の爆撃機には胴体下面に銃座があったがこれは後に廃止された。ドイツ戦闘機はこれを利用し、死角となる後下方からシュレーゲ・ムジークを発砲、効果的に攻撃することができた。
同時期の日本軍でも同様の装備が開発された。陸軍では「上向き砲（上向砲。うわむきほう）」、海軍では「斜め銃（斜銃。ななめじゅう、しゃじゅう）」と称され運用されていた。これらの兵装はシュレーゲ・ムジークとの関連性はなく、日本側で独自に発案され、開発・装備されたものである。

## 経緯
プロペラ同調装置が装備されていなかった第一次世界大戦初期の戦闘機では、最上翼上面に機関銃が取り付けられていた。中でもルイス機関銃は、ドラム・マガジンの交換のために上方に向けることができたため、上方に向けて射撃することも可能であった（フォスター銃架）。これを利用し、ニューポール 11やニューポール 17、S.E.5aは、爆撃機や偵察機の後下方から忍び寄って攻撃することができた。イギリス軍のエース・パイロット、アルバート・ボールは特にこの攻撃で成功した人物である。また、ソッピース ドルフィンはツェッペリン飛行船を攻撃するためにルイス機関銃2挺を前上方に射撃できるようにしていた。夜間戦闘機としては、BE2Cが最初に上向きに機関銃を取り付けた。飛行船下方からの攻撃は効果的で、第151飛行隊のソッピース キャメルなど、他の夜間戦闘機にも上向きにルイス機関銃が取り付けられた。
1917年にはドイツ軍でも同様の試みがなされ、第38戦闘中隊のゲルハルト・フィーゼラーが2挺の機関銃を前方と上方に向けて取り付けた。1930年には、ウエストランド カウ戦闘機にコヴェントリー兵器製作所製の37mm機関砲を上向きに取り付ける試みがなされている。
第二次大戦においては、ボールトンポール・デファイアントやブラックバーン・ロックといった、イギリス空軍複座戦闘機には旋回銃塔が取り付けられており、上方にも攻撃ができた。1939年から配備されたデファイアントは昼間戦闘機としては不適とされたが、夜間戦闘機としては敵機銃座の死角である後下方から潜り込んで攻撃するなどの戦術をとり、それなりの戦果を挙げた。
1943年にシュレーゲ・ムジークが導入されるまで、ドイツ空軍夜間戦闘機の装備は機首に搭載されたレーダー以外、昼間戦闘機と同じであった。このため、夜間戦闘機は爆撃機の後方から接近しなければならなかったが、これには次の問題点があった。
- 尾部銃座から狙われやすい。
- 爆撃機のシルエットが小さいため命中しにくい。

実際には、夜間戦闘機に狙われた爆撃機は、旋回しつつ降下する「コークスクリュー」などの急激な回避によって夜間戦闘機から逃れた。当時の夜間戦闘機は、一度目標を逃すと再捕捉するのは困難であった。
このため、ドイツ空軍夜間戦闘機パイロットは新たな戦術を編み出し、後方から直接接近するのではなく、爆撃機の下方、1,500フィート (460 m)の位置に接近した。そこで機首を上げて爆撃機の機首に向けて射撃をした。これによる利点は次の2点である。
- 上昇することで速度が落ちるため、目標に対して射撃可能な時間が長くなる。
- 爆撃機のシルエットが最大となるため命中弾を得やすい。

この攻撃は効果的であったが、衝突の危険があり、万が一爆撃機が搭載している爆弾が爆発すると夜間戦闘機も巻き込まれる危険があるなど、実行するのは難しかった。

## 開発
1941年に第2夜間戦闘航空団（4/NJG2）のルドルフ・シェーネルト中尉が上向きに機関砲を取り付けることを思いついた。最初のシュレーゲ・ムジークの搭載はUHFリヒテンシュタイン・レーダーを装備したDo 17Z-10に対して実施された。
この機体は1942年後半に完成したものの、試験はうまくいかず、アイデアは破棄された。
1942年、タルネヴィッツのドイツ空軍兵器試験センターにおいて更なる試験が行われた結果、機関砲の取り付け角を水平から60度から70度起こして取り付けるのが最適であると判明した。この間、シェーネルトは第5夜間戦闘航空団第2中隊長を勤めている。マーレはBf 110に2門の20mm MG FF 機関砲を搭載し、1943年6月にはこのBf110でシェーネルトが爆撃機を初撃墜している。
1943年6月から、Ju 88及びDo 217用の換装キットが正式に生産された。最後の夜間戦闘機となるMe 262B-2にも搭載される予定であったが、終戦のため製作はされなかった。シュレーゲ・ムジークを搭載した機体でもっとも成功した機体は、速度と機動性を両立させたJu 88G-6である。1943年後半から1944年には3機種の夜間戦闘機にシュレーゲ・ムジークが取り付けられるようになっていた。照準は、パイロット上方に取り付けられたRevi16N反射照準器によっておこなった。
シュレーゲ・ムジークを使うには、正確なタイミングと素早い離脱が欠かせなかった。攻撃後素早く回避しなければ、撃墜した爆撃機が自機の上に落ちてくるからである。特に高翼面荷重のため機動性に欠ける He 219は気をつけなければならなかった。61機撃墜の夜戦エースであるマンフレート・ミューラーは、He 219に搭乗して出撃、1944年1月21日から22日にかけての夜間戦闘において自身が撃墜したハンドレページ・ハリファクスと衝突し、戦死している。
また昼間戦闘機Me 163用として、上向きロケット弾としてゾンターゲレート（Sondergerät）500（通称：「イェーガーファウスト（Jägerfaust）」）が試作されている。

## 評価
1943年から1944年にかけてのイギリス軍爆撃機の損失の80%はシュレーゲ・ムジークによるものと推測されており、相当の戦果を挙げているが、連合軍はその後にレーダー警戒装置や新型機、そして夜間護衛戦闘機を投入した。これらの対抗策によってドイツ軍の迎撃戦果は落ちていった。
第二次大戦中のイギリス空軍爆撃軍団でオペレーションズ・リサーチに携わっていたフリーマン・ダイソンはシュレーゲ・ムジークについて次のように語っている。「（シュレーゲ・ムジークによって）新米クルーもベテランクルーも同じように攻撃された。この結果を真剣に受け止めていなかった。我々はもっと真剣に対応して、もっと早くシュレーゲムジークへの対抗策を講じるべきであった」

## 日本

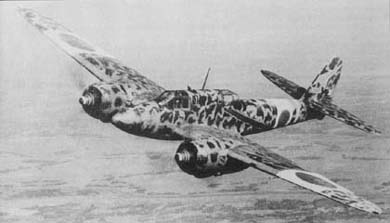
飛行第53戦隊所属の二式複戦丙型丁装備。操縦席後方にホ5機関砲が2門「上向き砲」として装備されている

1943年5月、ラバウルへ進出し戦闘を行っていた日本海軍の第251海軍航空隊では、連合軍の夜間爆撃に対処するため斜め銃を使用した。これは二式陸上偵察機（夜間戦闘機月光の前身）の胴体部に九九式二十粍機銃を斜め上へ向けて搭載したものである。この改造夜間戦闘機は、ラバウルへ夜間爆撃に襲来するB-17の撃墜に成功した。この戦果により、二式陸上偵察機は夜間戦闘用の機材として注目された。のちにこれは斜銃を搭載した夜間戦闘機「月光」として制式採用され、南方戦線において対B-17、B-24戦や本土防空戦で使用された。
日本陸軍においても海軍夜間戦闘機の戦果に影響を受け、上向き砲を採用した。従来、夜間戦闘機（夜戦）として使用されていた二式複座戦闘機「屠龍」には、機首に37mm ホ203機関砲1門を搭載する丙型（キ45改丙）があり、この機体の胴体部に上向き砲として20mm ホ5機関砲2門を搭載した。この機体は丁装備ないし丁型（キ45改丁）と称される。本機は日本本土防空戦に投入され、対B-29戦に使用された。また1944年5月、優秀な高速性能と上昇限度を誇る一〇〇式司令部偵察機三型（キ46-III）の一部は高高度戦闘機（高戦）として転用されており、これは機首の20mm ホ5機関砲2門とともに37mm ホ204機関砲1門（35発搭載）を上向き砲として装備し、三型乙+丙（キ46-III乙+丙）と称された。ほか、四式戦闘機「疾風」の操縦席後方に20mm ホ5機関砲1門を上向き砲として追加装備した、夜間戦闘機型の一型丁（キ84-I丁）があるが、試作に終わっている。
しかし、アメリカ軍は本土空襲時のオペレーションズ・リサーチで戦闘記録を分析した結果、後下方からの被弾･被撃墜の多さを立証し、後下方への警戒と反撃を通達で徹底させた（また、米軍重爆撃機は英軍重爆とは異なり、後下方をカバーする腹部銃座を標準装備していた）。さらに硫黄島占領により硫黄島を拠点として夜間戦闘機を作戦展開できるようになり、その護衛によって日本夜間戦闘機は阻止されるようになっていった。

## 装備機
- Do 217N: 4× 20 mm MG151/20
- Fw 189: 1× 20 mm MG151/20
- He 219: 2× 30 mm MK108
- Ju 88C/G: 2× 20 mm MG151/20
- Ju 388J: 2× 30 mm MK108
- Bf 110G-4: 2× 20 mm MG FF/M
- Me 262B-2: 2× 30 mm MK108
- Ta 154: 2× 30 mm MK108